# Gružasee
Der Gruža-See ist ein etwa 10 km² großer Stausee in der zentralserbischen Region Šumadija. Er wurde südwestlich der Stadt Knić errichtet und staut die Gruža, einen linksseitigen Nebenfluss der Westlichen Morava. Da der See mit einem Umfang von 42 Kilometern die größte Wasserfläche dieser Region ist, wird er umgangssprachlich auch als das Meer der Šumadija (Šumadijsko more) bezeichnet.